# Otis Young
Otis E. Young (* 4. Juli 1932 in Providence, Rhode Island; † 11. Oktober 2001 in Los Angeles, Kalifornien) war ein US-amerikanischer Schauspieler und Friedensaktivist.

## Leben
Young wurde in Providence geboren und hatte 13 Geschwister.  Als 17-Jähriger trat er dem U.S. Marine Corps bei und diente seinem Land im Koreakrieg. Er lernte danach Schauspiel an der New York University School of Education, wo er die gleiche Klasse besuchte, wie Louis Gossett Jr. Er lernte am Neighborhood Playhouse und arbeitete off-Broadway als Schauspieler und Schreiber. Am Broadway spielte er in James Baldwins Blues for Mister Charlie mit. Dabei stand er mit Diana Sands und Al Freeman, Jr. auf der Bühne. 
Sein erster Film war Murder in Mississippi (1965). Young spielte in der Westernserie The Outcasts (1968–1969) zusammen mit Don Murray. Young war damit nach Raymond St. Jacques (er stellte in der letzten Staffel von Rawhide Simon Blake dar) der zweite Afroamerikaner, der in einer Westernserie ein fester Teil der Besetzung wurde. Einer von Youngs wichtigsten Filme war der von der Kritik sehr gelobte Film Das letzte Kommando. Hier spielte er mit Jack Nicholson und Randy Quaid die Hauptrollen. Young blieb in den folgenden Jahrzehnten im Filmgeschäft aktiv, wenngleich nur wenige seiner späteren Rollen größere Aufmerksamkeit erzielten.
1983 erhielt Young einen Bachelor des L. I. F. E. Bible College in Los Angeles und wurde Pastor. Er diente zwischen 1986 und 1988 als Pastor in der Elim Foursquare Gospel Church in Rochester, New York. Von 1987 bis 1991 lehrte er Schauspiel an der School Without Walls in Rochester, New York. Ab 1989 arbeitete er im  Monroe Community College in Rochester. Er war dort Professor für Kommunikation und Chef des Drama Department bis zu seiner Pensionierung 1999.
Otis Young starb 2001 im Alter von 69 Jahren infolge eines Schlaganfalls. Seine zweite Ehefrau Barbara und seine Kinder Saudia Young, Lovelady Young, El Mahdi Young und Jemal Young überlebten ihn. Die Trauerfeier fand in der Kapelle der Pepperdine University statt.

## Filmographie (Auswahl)
- 1963: East Side/West Side (Fernsehserie, Folge I Before E Except After C)
- 1965: Murder in Mississippi
- 1966: Daktari (Fernsehserie, Folge Leopard of Madla George)
- 1967: Tal der Geheimnisse (Valley of Mystery, Fernsehfilm)
- 1968: Der Befehl (Counterpoint)
- 1968: Mit allen Wassern gewaschen (Don't Just Stand There)
- 1968–1969: The Outcasts (Fernsehserie, 26 Folgen)
- 1973: Clones – Labor des Grauens (The Clones)
- 1973: Das letzte Kommando (The Last Detail)
- 1975: Columbo: Tod am Strand (Identity Crisis, Fernsehreihe)
- 1976: Cannon (Fernsehserie, Folge The Reformer)
- 1979: Big Foot – Die Rache des Jägers (The Capture of Bigfoot), auch Die Gefangenschaft des Big Foot
- 1980: Blood Beach – Horror am Strand (Blood Beach)
- 1980: The Hollywood Knights
- 1985: Polizeirevier Hill Street (Hill Street Blues, Fernsehserie, Folge Passage to Libya)
- 2001: After Image